# Герб Млинівського району
Герб Мли́нівського райо́ну — офіційний герб колишнього Млинівського району Рівненської області. Затверджений 3 липня 2001 р. рішенням №191 Млинівської районної ради.
Автор герба — П. Бегас.

## Опис
У зеленому полі — Божа Матір у червоній накидці і синій сукні з піднятими до плечей руками, в долонях вона тримає срібний Омофор, в середині якого — золотий хрест. Навколо голови — срібний німб із золотими променями, що симетрично розходяться від нього. 
Щит облямований декоративним картушем.